# Live at Last (альбом Бетт Мидлер)
Live at Last — первый концертный альбом американской актрисы и певицы Бетт Мидлер, выпущенный в 1977 году на лейбле Atlantic Records.

## Об альбоме
Запись альбома прошла в кливлендском мюзик-холле в феврале 1977 года во время концерта в рамках тура The Depression Tour. Из-за популярности выступлений, в этот день также прошла и телевизионная съёмка концерта, которая позже вышла на видео под названием «Шоу Бетт Мидлер», съёмки проводились по заказу телеканала HBO.
Помимо концертных версий песен, на альбоме присутствуют две новые песни, записанные в студии, «You’re Movin’ Out Today» и «Bang, You’re Dead». Первая была выпущена в качестве сингла и добралась до сорок второй строчки чарта Billboard Hot 100 и одиннадцатой Adult Contemporary; вторая песня была включена в альбом вместо планировавшейся «I Sold My Heart to the Junkman», так как авторы Николас Эшфорд и Валери Симпсон выставили ультиматум: либо песня будет включена в этот альбом, либо они отдают её другому исполнителю. Также на альбоме присутствуют юмористические монологи Бетт Мидлер, в частности была исполнена её знаменитая сценка про Софи Такер.
Пластинка добралась до сорок девятого места в альбомном чарте Billboard 200.

## Список композиций
| №  | Название             | Автор(ы)                                                 | Длительность |
| -- | -------------------- | -------------------------------------------------------- | ------------ |
| 1. | «Backstage»          |                                                          | 0:18         |
| 2. | «Friends / Oh My My» | Марк Клингман, Баззи Лингхарт / Ринго Старр, Вини Понсия | 2:28         |
| 3. | «Bang, You’re Dead»  | Николас Эшфорд, Валери Симпсон                           | 3:15         |
| 4. | «Birds»              | Нил Янг                                                  | 5:07         |
| 5. | «Comic Relief»       | монолог                                                  | 2:38         |
| 6. | «In the Mood»        | Джо Гарланд, Энди Разаф                                  | 2:09         |
| 7. | «Hurry On Down»      | Нелли Латчер                                             | 2:07         |

| №  | Название | Автор(ы) | Длительность |
| -- | --- | --- | ------------ |
| 1. | «Shiver Me Timbers» | Том Уэйтс | 4:00         |
| 2. | «The Vicki Eydie Show: Around the World / Istanbul / Fiesta in Rio / South Seas Scene / Hawaiian War Chant / Lullaby of Broadway» | Виктор Янг, Харольд Адамсон / Джейми Кеннеди, Нэт Саймон / Бетт Мидлер, Джерри Блатт / Рик Карлок / Ральф Фрид, Уильям Лелейхоку, Джонни Нобл / Эл Дубин, Гарри Уоррен | 13:37        |
| 3. | «Intermission: You’re Movin’ Out Today»                                                                                           | Бетт Мидлер, Кэрол Байер-Сейджер, Брюс Робертс | 2:56         |

| №  | Название                                                                          | Автор(ы)                                                                                           | Длительность |
| -- | --------------------------------------------------------------------------------- | -------------------------------------------------------------------------------------------------- | ------------ |
| 1. | «Delta Dawn»                                                                      | Алекс Харви, Ларри Коллинз                                                                         | 5:54         |
| 2. | «Long John Blues»                                                                 | Томми Джордж                                                                                       | 2:36         |
| 3. | «Sophie Tucker Jokes»                                                             | монолог                                                                                            | 2:38         |
| 4. | «The Story of Nanette: Nanette / Alabama Song / Drinking Again / Mr. Rockefeller» | Говард Дитц / Бертольт Брехт, Курт Вайль / Дорис Тайбер, Джонни Мерсер / Бетт Мидлер, Джерри Блатт | 10:53        |

| №                   | Название                                                                | Автор(ы)                                                                           | Длительность |
| ------------------- | ----------------------------------------------------------------------- | ---------------------------------------------------------------------------------- | ------------ |
| 1.                  | «The Story of Nanette: Ready to Begin Again / Do You Wanna Dance?»      | Джерри Либер, Майк Столлер / Бобби Фримен                                          | 3:23         |
| 2.                  | «Fried Eggs»                                                            | монолог                                                                            | 2:37         |
| 3.                  | «Hello in There»                                                        | Джон Прайн                                                                         | 3:16         |
| 4.                  | «Finale: Up the Ladder to the Roof / Boogie Woogie Bugle Boy / Friends» | Винсент Димирко, Фрэнк Уилсон / Дон Райе, Хью Принс / Марк Клингман, Баззи Линхарт | 9:49         |
| Общая длительность: | Общая длительность:                                                     | Общая длительность:                                                                | 87:18        |

## Участники записи
- Бетт Мидлер — лид-вокал
- ансамбль The Staggering Harlettes (Шэрон Редд, Ула Хедвиг, Шарлотта Кросли) — бэк-вокал
- оркестр Betsy and the Blowboys
  - Дон Йорк — генеральмузикдиректор, клавишные
  - Лу Волп — гитара
  - Майлс Краснер — труба
  - Ричард Трифан — клавишные
  - Франциско Чентено — бас-гитара
  - Ира Бадди Уильямс — ударные
  - Джозеф Меро — ударные
  - Ярослав Якубович — духовые
  - Элизабет Кейн — арфа

## Позиции в хит-парадах
| Хит-парад (1976)              | Высшая позиция |
| ----------------------------- | -------------- |
| Австралия (Kent Music Report) | 36             |
| США (Billboard 200)           | 49             |